# Comtat de Lavern
El comtat de Lavern és un títol nobiliari creat el 4 de gener de 1912 (Reial decret de 25 de desembre de 1911) pel rei Alfons XIII a favor de Pere Guerau Maristany i Oliver, diputat a Corts i president de l'Ateneu Barcelonès.
La seva denominació fa referència a la localitat de Lavern, pertanyent al municipi de Subirats, a l'Alt Penedès, província de Barcelona.

## Comtes de Lavern
|                         | Titular                                 | Període                 |
| Creació per Alfons XIII | Creació per Alfons XIII                 | Creació per Alfons XIII |
| ----------------------- | --------------------------------------- | ----------------------- |
| I                       | Pere Guerau Maristany i Oliver          | 1912-1926               |
| II                      | Francesc de Paula Maristany i Maristany | 1927-1942               |
| III                     | Jacint Maristany i Maristany            | 1942-1969               |
| IV                      | Jacint Maristany i de Ibarra            | 1970-actual titular     |

## Història dels comtes de Lavern
- Pere Guerau Maristany i Oliver, I comte de Lavern.

1. Es va casar amb Antònia Maristany i Viladevall. El va succeir el seu fill:

- Francesc de Paula Maristany i Maristany, II comte de Lavern.

1. Es va casar amb Maria Sitjà Quiroga.[2] Sense descendents. El va succeir el seu germà:

- Jacint Maristany i Maristany, III comte de Lavern.

1. Es va casar amb María de la Concepción de Ibarra y Montís. El va succeir el seu fill:

- Jacint Maristany i de Ibarra, IV comte de Lavern.

1. Es va casar amb Juana Ara Peris.